# Värnhemstorget

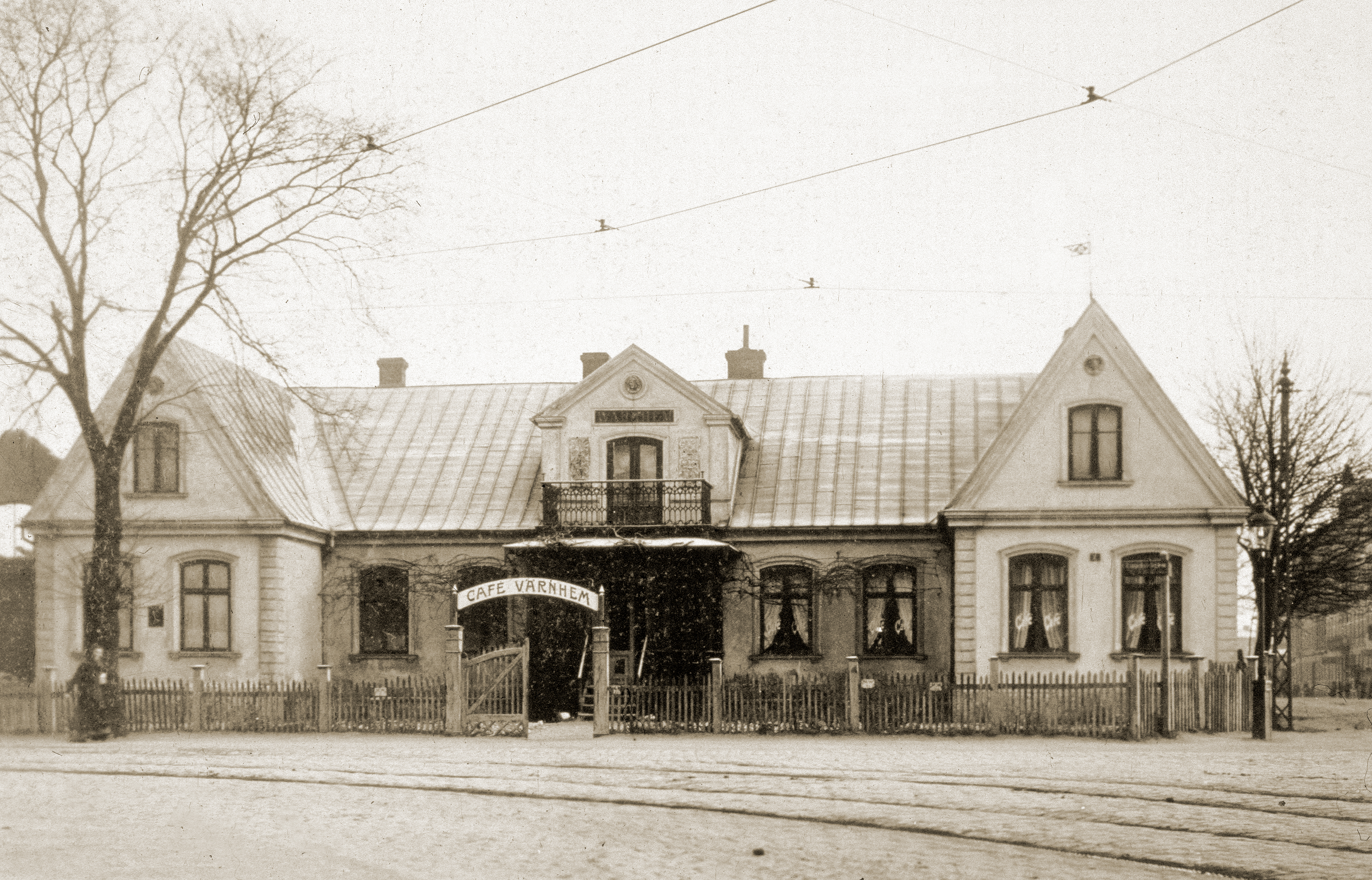
Gården Värnhem ca 1890.

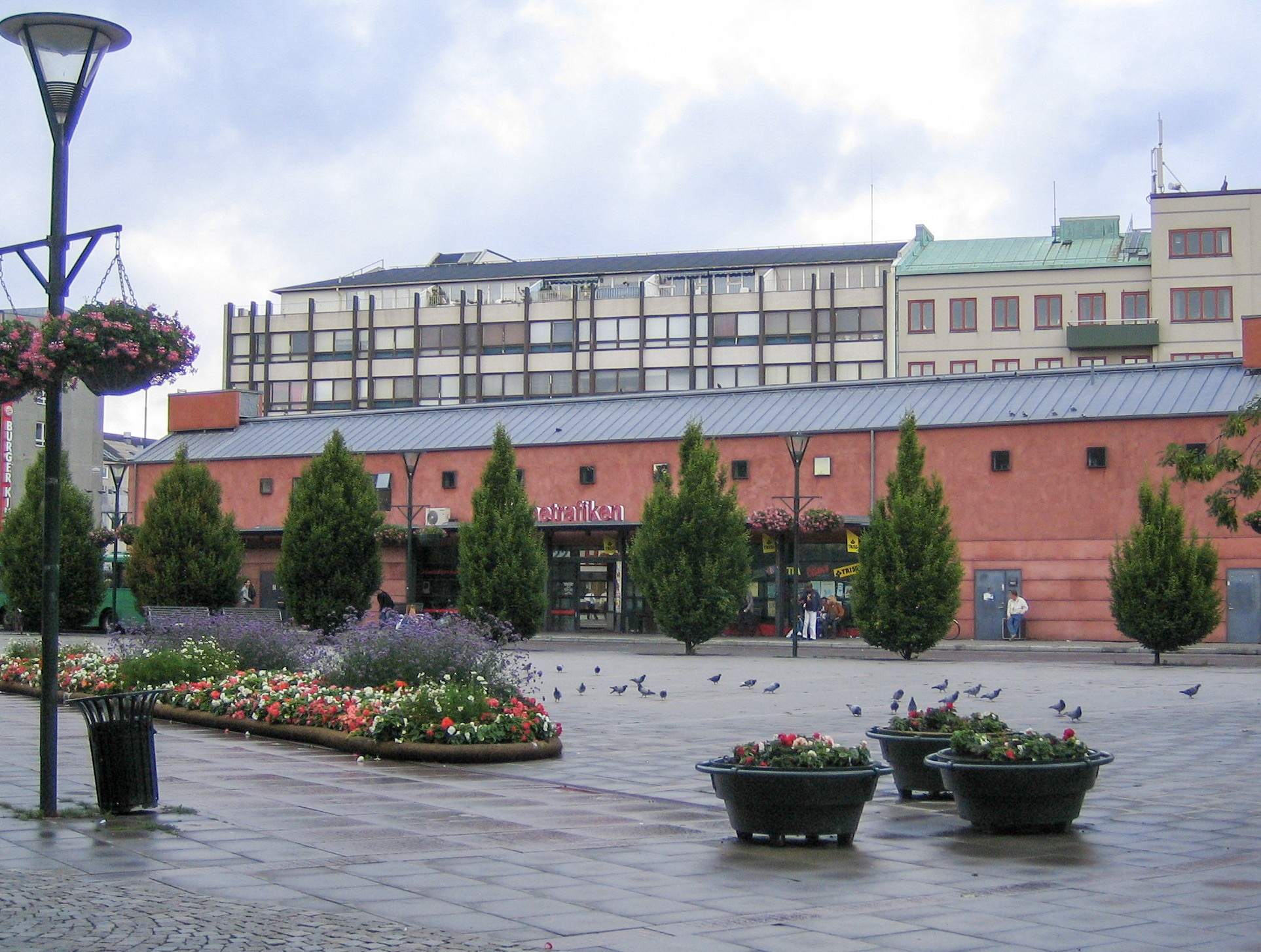
Värnhemstorget

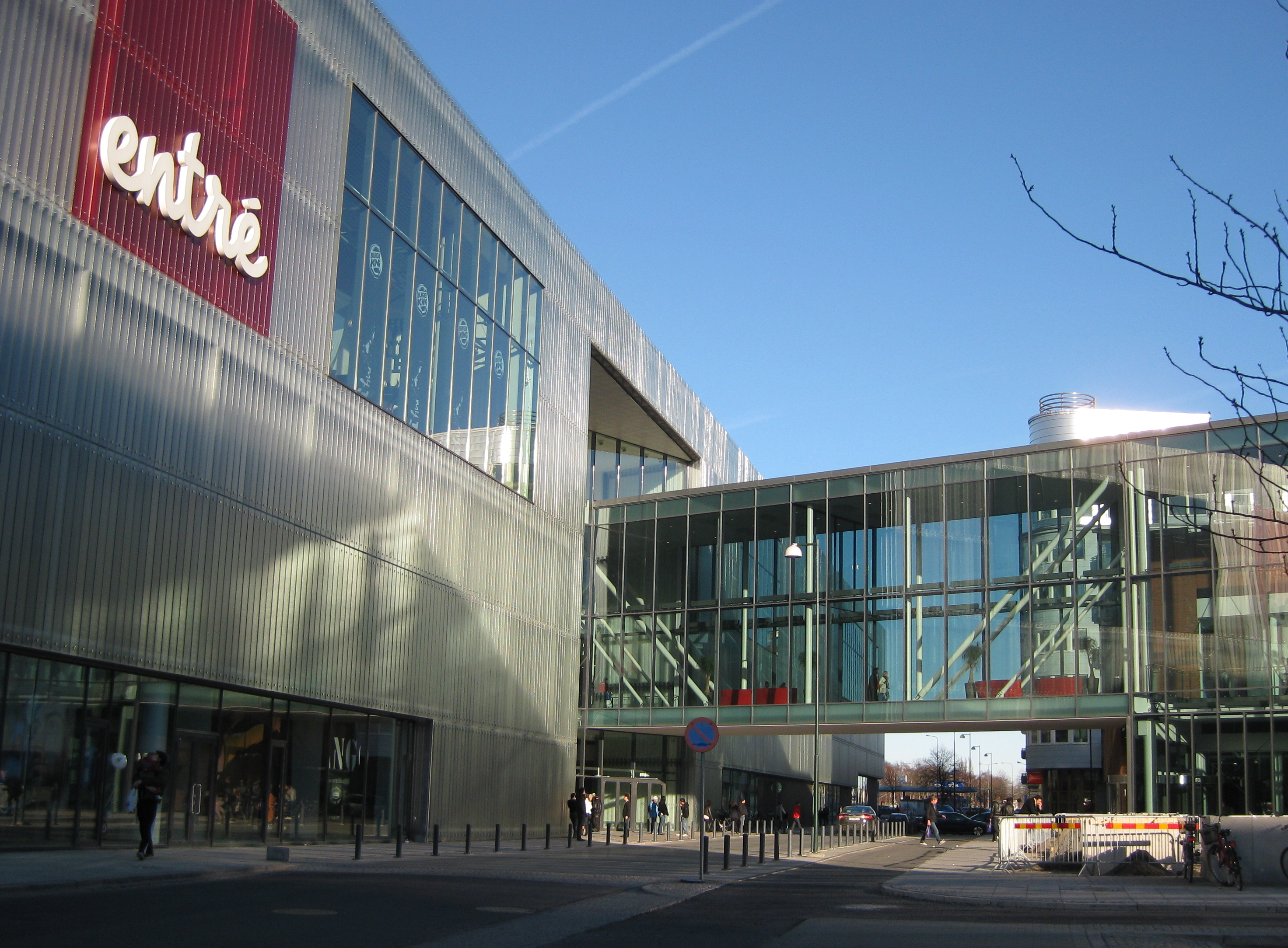
Entré Köpcentrum

Värnhemstorget är ett torg och sedan länge en viktig trafikknutpunkt i Malmö, där Lundavägen, Sallerupsvägen, Föreningsgatan och Östra Förstadsgatan möts. Där finns även en busstation (Skånetrafikens stads- och regionbussar) med trafik till bland annat Arlöv, Lund och Staffanstorp.
Malmö hade i äldre tider två ”värnar”, förstäder. Dessa var Södervärn utmed Södra Förstadsgatan samt Östervärn utmed Östra Förstadsgatan. Det östra värnet utanför Österport (beläget på nuvarande Drottningtorget) omtalas redan 1582. Namnet Värnhem gavs en större bondgård som låg på hörnet av nuvarande Lundavägen och Sallerupsvägen. Alma Falkman berättar i sina minnen från 1860/70-talen följande:
”Jeppa Andersson , som var mycket förmögen, ägde en lantegendom vid Sallerups- och Lundavägen. När han lämnade ”Skjutsstallsinrättningen” (dåtidens officiella vagnuthyrning i Malmö) flyttade han till det då nybyggda, i villastil uppförda boningshuset här som jämte nyanlagd trädgård låg på själva hörnet av de 2 nämnda vägarna. Då först fick egendomen av Andersson det nu så kända namnet ”Värnhem” och hans egen benämning ändrades nu till ”Jeppa Andersson på Värnhem”.”
Utläggningen av Värnhemstorget skedde sent. På en karta från 1898 är utmärkt ett parkkvarter med korsande gångstigar omfattande den västra halvan av nuvarande Värnhemstorget. Året därefter arbetar man på att stadsplaneförändra gatorna Föreningsgatan och Kungsgatan. Den breda Kungsgatan ansluts nu till Östra Förstadsgatan. Själva torget i sitt nuvarande omfång verkar dock ha tillkommit först omkring 1923. Officiellt fastställande av namnet tycks saknas.
År 1890 nådde hästspårvägen Värnhem, år 1906 den första elektriska spårvägslinjen, linje 3, och året därpå även linje 1. År 1924 tillkom även linje 6 på sträckan Värnhem - Hohög, vilken år 1937 förlängdes till Östra Kyrkogården. Den sista spårvägslinjen vid Värnhemstorget var linje 3 (Ringlinjen), vilken nedlades år 1964.
Med början på våren 1998 byggdes det tidigare hårt trafikerade busstorget om och blev ett renodlat torg.
Mellan hösten 2005 och maj 2015 serverade gruppen "Soppa för Värme" (på vinterhalvåret mellan augusti och maj) soppa, bröd, kaffe och kaka på Värnhemstorget lördagar kl. 12:00 - 14:00. De ville skapa en mötesplats för alla människor oavsett bakgrund. Verksamheten är nu avslutad.
Vid Värnhemstorget öppnades våren 2009 köpcentrumet Entré Malmö.
Värnhemstorget som skatebordplats 
Ombyggnationen av torget 1998 gjorde torget till en attraktiv skateboardplats. Torgets diabaskanter, höjda scen och jämna kanter skapade goda förutsättningar för åkning. Genom åren har olika insatser gjorts för att förbättra åkningen på platsen. Stenbänkarna på torgets mitt och trappkanterna mot allén  installerades i samband med arrangemanget ’Back to Värnhem’ 2014. Skulpturen Lady in the Square av Elexis Sablone pryder torgets scen. Installationernas syfte är att utveckla  Värnhemstorget som skateboardplats, likväl som att bidra med sittytor, lekmöjligheter och estetiska värden.